# Dysphaea basitincta
Dysphaea basitincta är en trollsländeart som beskrevs av Martin 1904. Dysphaea basitincta ingår i släktet Dysphaea och familjen Euphaeidae. IUCN kategoriserar arten globalt som livskraftig. Inga underarter finns listade i Catalogue of Life.